# Мойилди (Катон-Карагайський район)
Мойилди́ (каз. Мойылды) — село у складі Катон-Карагайського району Східноказахстанської області Казахстану. Входить до складу Катон-Карагайського сільського округу.
Населення — 39 осіб (2021; 145 у 2009, 276 у 1999, 324 у 1989).
Національний склад станом на 1989 рік:
- казахи — 100 %

Станом на 1989 рік село називалося Каменка.